# Die Haugianer
Die Haugianer, auch Die Andacht der Haugianer, norwegisch Haugianerne, ist der Titel eines historisierenden Genrebilds des norwegischen Malers Adolph Tidemand. Das Gruppenbild zeigt eine Gottesdienstgemeinde der bäuerlich geprägten Erweckungsbewegung der Haugianer bei einer Schriftlesung oder Predigt. Das Bild entstand 1848 im Milieu der Düsseldorfer Malerschule und gilt als Ikone der norwegischen Nationalromantik.

## Beschreibung und Bedeutung
In der Stube eines norwegischen Rauchhauses sind einundzwanzig Personen zu einer Andachtsübung versammelt, einige in einer Tracht, die sie als „Odelsbauern“ kennzeichnet, nach dem Kunsthistoriker Carl Wille Schnitler „die direkten Nachfahren der Wikinger“. Es sind Männer und Frauen, aber auch ein Mädchen, ein Baby auf dem Arm einer Mutter sowie ein Junge, der eingeschlafen zu sein scheint. Sie nehmen in unterschiedlichen Körperhaltungen und Gesichtsausdrücken die Wirkung einer Lesung oder Predigt aus der Bibel oder einer Hauspostille auf, möglicherweise zu einer Stelle aus den Sprüchen Salomos oder aus dem Buch Hiob über das Thema der Sünde, wie das Textfragment „…se jeg er som ren…“ (deutsch: „…schau ich bin so rein…“) andeutet, das auf einer flachen Schüssel rechts auf einem Bord zu lesen ist. Die Gesamtstimmung ist von stillem, schwermütigem Ernst getragen und wird von einer dramatischen Inszenierung von Licht und Rauch begleitet. Das Licht fällt als Kegel durch eine Rauchabzugsluke von oben in den fensterlosen Raum. Im Gegenzug bewegen sich Rauchschwaden, die von einer Herdstelle rechts hinten im Raum aufsteigen, zur Luke hinauf und bilden unter dem Dach eine geheimnisvolle Dunstglocke.

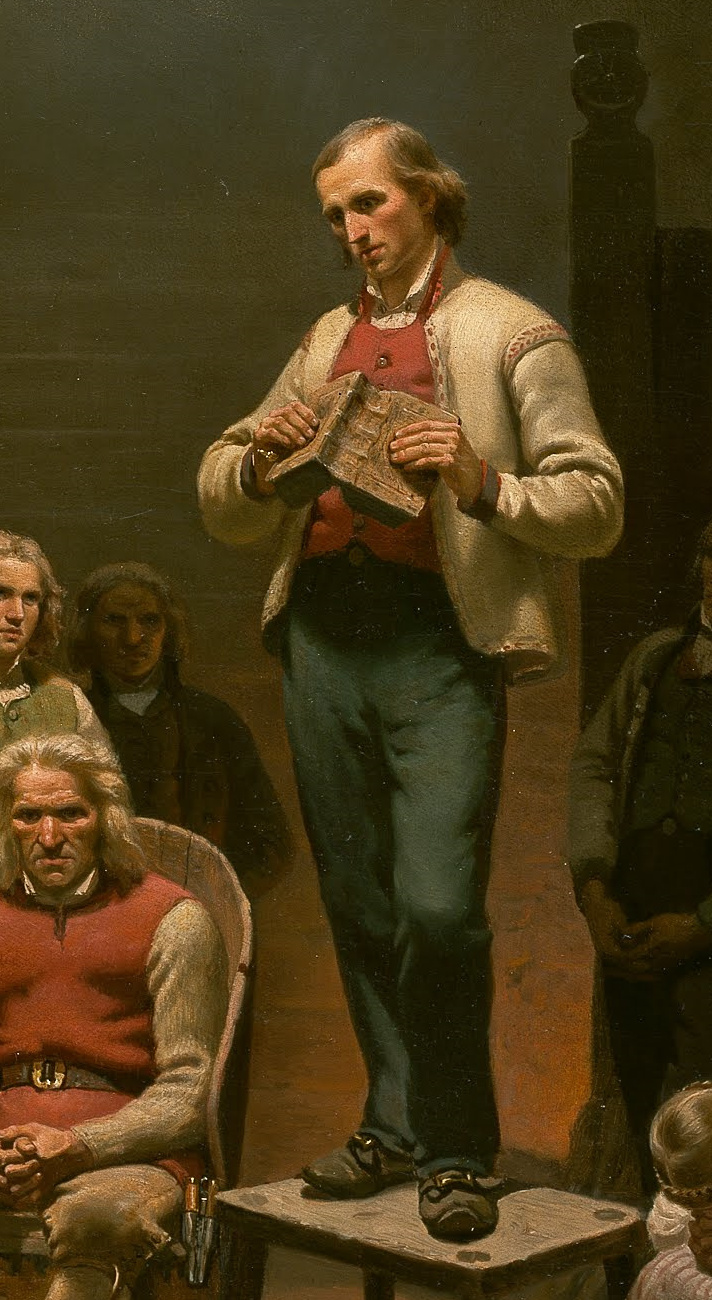
Figur des Predigers

Der Lichtkegel erfasst etwa die Hälfte der Personen. In einem Halbkreis sind sie in der Mitte des Raums, den der Maler wie eine Bühne arrangiert hat, angeordnet. Unter ihnen sticht die Figur eines Laienpredigers hervor, eines jungen Bauern mit hagerem Gesicht, der nach den Gepflogenheiten seiner Gemeinschaft als Laie vorträgt. Er zeigt vielleicht die Gesichtszüge des Malers Theodor Mintrop, eines Bauernsohns aus Heidhausen, der als solcher unter Düsseldorfer Malern ein gefragtes Modell war. Andere erkennen in ihm den norwegischen Architekten Peter Høier Holtermann (1820–1865). Der junge Prediger hebt sich zwar durch seine erhöhte Position auf einem Schemel inmitten des Lichtkegels, jedoch nicht in Kleidung und Habitus von seinen Zuhörern ab. Er hält das Buch, aus dem er gerade vorgelesen oder zur Versicherung bzw. Inspiration seiner Auslegung nachgeschaut hat, geöffnet und abgesenkt vor seinen Bauch und legt zur Andacht und Verinnerlichung des soeben gesprochenen Worts eine Pause der Stille, des Empfindens und der Aufnahme des „Geists Gottes“ ein.
Den Ausdruck des Zuhörens und der Verinnerlichung zeigt insbesondere ein Greis auf einem thronartigen „Kubbestol“ in der Bildmitte. Dieser Mann, dessen markante Gesichtszüge von der grauen Mähne seines Haupthaars gerahmt werden, erscheint als Patriarch und Oberhaupt der Gemeinde und könnte Baard Olavson Mo (1775–1862) darstellen, einen Haugianer aus Hardanger, den der Maler auf einer Studienreise kennengelernt und auf einer Skizze in gleicher Haltung porträtiert hatte. In den Haltungen und Mienen der weiteren Zuhörer des Predigers, zu denen Malerkollegen Tidemands Modell gesessen haben dürften, etwa Karl Ferdinand Sohn, Henry Ritter und Bengt Nordenberg, spielte der Maler ein psychologisierendes Spektrum von Ausdrucksformen menschlicher Perzeption durch.
Durch den Titel Die Haugianer bezog sich der Maler auf die Gemeinschaft von einfachen, religiösen Bauern der pietistischen Erweckungsbewegung des Wanderpredigers Hans Nielsen Hauge, der ersten vom Staat unabhängigen Volksbewegung in Norwegen. Diese Bewegung war nicht nur spirituell ausgerichtet, sondern versuchte die Lebensbedingungen der einfachen Leute auch praktisch zu verbessern. Sie wandte sich gegen dänische und schwedische Fremdbestimmung, erzeugte bedeutende kulturelle und politische Impulse und bewirkte einen gesellschaftlichen Wandel, der in den 1850er Jahren etwa zur Bildung einer norwegischen Schriftsprache führte. Im zeitgenössischen Kontext der Auseinandersetzungen mit den Konzepten von Nation und Volkssouveränität innerhalb Norwegens und Deutschlands, die in einen gesamteuropäischen Wandlungsprozess einbezogen waren, welcher sich schließlich in den Revolutionen 1848/1849 schubartig Bahn brach, liegt die Bedeutung dieses Bildes auch in der Konstruktion eines Symbols für das norwegische Volk bzw. eines Urbildes einer norwegischen Identität.

## Entstehung

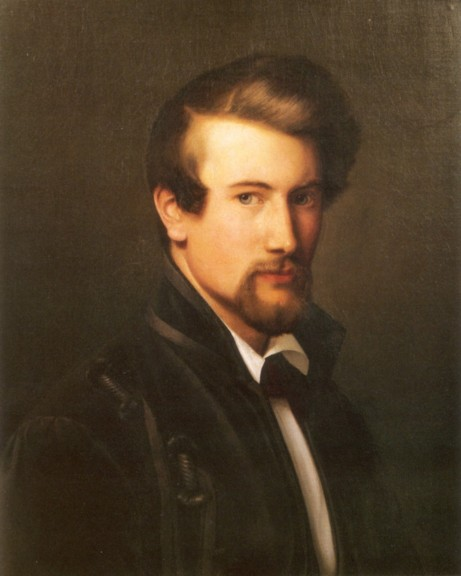
Adolph Tidemand, Selbstporträt 1838, Nationalmuseum Oslo

Der Maler Adolph Tidemand, Spross eines bildungsbürgerlichen norwegisch-dänischen Elternhauses, hatte im Anschluss an eine Ausbildung an der Königlich Dänischen Kunstakademie in Kopenhagen von 1837 bis 1841 unter Theodor Hildebrandt und Wilhelm Schadow an der Kunstakademie Düsseldorf Malerei studiert. Dort wurde seit den 1830er Jahren eine sich in den Strömungen von Romantik, Realismus und Historismus bewegende Genremalerei entwickelt, die ein großes Interesse für detailrealistische volkskundliche Darstellungen kultivierte. Das Bäuerliche – Figuren von Bauern, ihren Familien, Sitten, Trachten und Gegenständen der Alltagswelt – spiegelte in dieser Malerei bürgerliche Sehnsüchte wider. Der Bauer diente als sinnstiftende Identifikationsfigur und Vermittler zwischen Vergangenheit und Gegenwart, als Bindeglied zu einer uralten ererbten Tradition und als Gegenbild zur moralischen Verwerflichkeit des Adels und des Verfalls gesellschaftlicher Strukturen und Werte.
Nach Aufenthalten in Rom und in Norwegen, wo er enge Kontakte zu akademischen Kreisen einer frühen norwegischen Nationalbewegung gepflegt und Reisen zum Studium des Volkslebens innerhalb des Landes unternommen hatte, kam er 1845 mit seiner Ehefrau Claudine Jæger (1817–1887) erneut nach Düsseldorf, weil eine künstlerische Existenz in seinem Heimatland Norwegen wenig erfolgversprechend war.
Laut dem Kunsthistoriker Lorentz Dietrichson, der sich auf eine Aussage Tidemands berief, soll die Bildidee zu den Haugianern bei einer nächtlichen Krankenwache am Bette seiner Frau, die kurz nach dem Umzug nach Düsseldorf einen Sohn geboren hatte, entstanden sein. Noch im Jahr der Ankunft in Düsseldorf fertigte Tidemands mehrere Kompositionsentwürfe für das Gemälde, das er bis 1848 in Öl auf doublierter Leinwand vollendete.

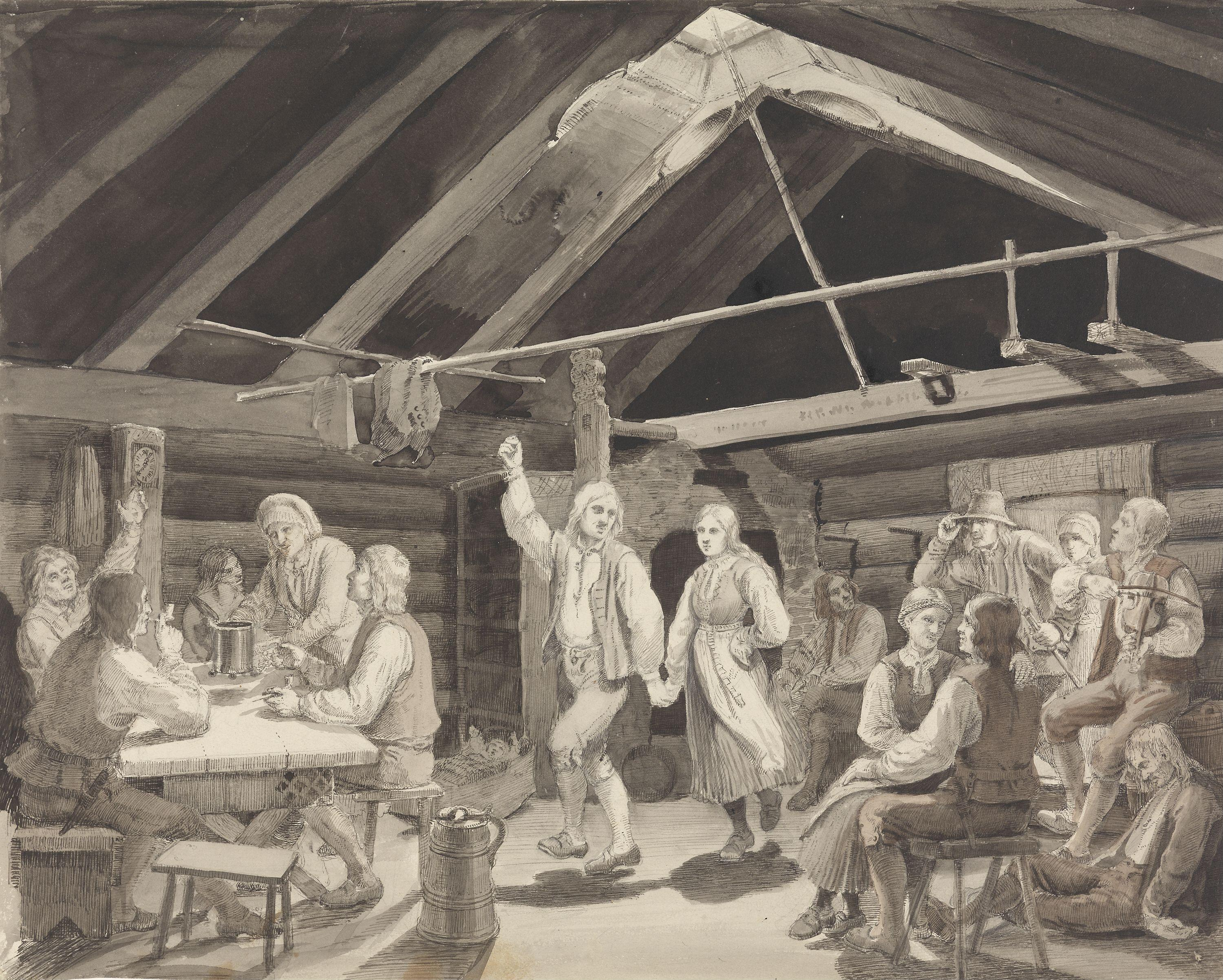
Adolph Tidemand: Sonntagabend in einer Rauchstube, Studie 1843/1844

In dem Motiv verarbeitete er einerseits Eindrücke seiner Reisen und Studien über das einfache und ursprüngliche Volksleben, andererseits kompositionelle Techniken sowie Motive und Figuren aus der Düsseldorfer Malerei, etwa die Anordnung der Personen in der Hussitenpredigt von Carl Friedrich Lessing sowie das schwermütige „Brüten“ der „Düsseldorfer Seelenmalerei“ in den trauernden Juden von Eduard Bendemann. Beide Vorbilder inszenierten religionsgeschichtliche Begebenheiten und stellten sie als Mnemotop in einen Zusammenhang zu zeitgenössischen politischen Fragen. Tidemands Bild rekurriert wohl auf das damals aktuelle Ereignis der Abschaffung des „Konventikelplakats“ (1842) und den Erlass des „Dissentergesetzes“ (1845), das die Religionsfreiheit für alle Christen in Norwegen garantierte, und erhebt diese Ereignisse in einen nationalromantischen Bedeutungszusammenhang, indem er die freie Religionsausübung der Haugianer, die er als echte, urwüchsige und christlich gesittete Vertreter des Volks- und Bauerntums porträtiert, als Sieg von Demokratie und Freiheit der von ihm imaginierten norwegischen Nation zur Anschauung bringt.
Eingebettet ist das Haugianer-Motiv Tidemands auch in dessen Auseinandersetzung mit dem Thema der Religiosität und deren Ausdruck als Volksfrömmigkeit. Bereits 1845, also zeitgleich mit Beginn der Arbeiten zu einer Komposition des Haugianer-Bildes, schuf er mit dem Gemälde Gottesdienst in einer norwegischen Kirche auf dem Land eine differenzierte Sicht auf das Motiv des Gottesdienstes und seiner Akteure. Im gleichen Jahr hatte er außerdem im Auftrag des schwedischen Königs Oskar I. in dem Bild Katechese in einer norwegischen Kirche auf dem Land ein ähnlich gelagertes Thema bearbeitet.

## Rezeption und Provenienz

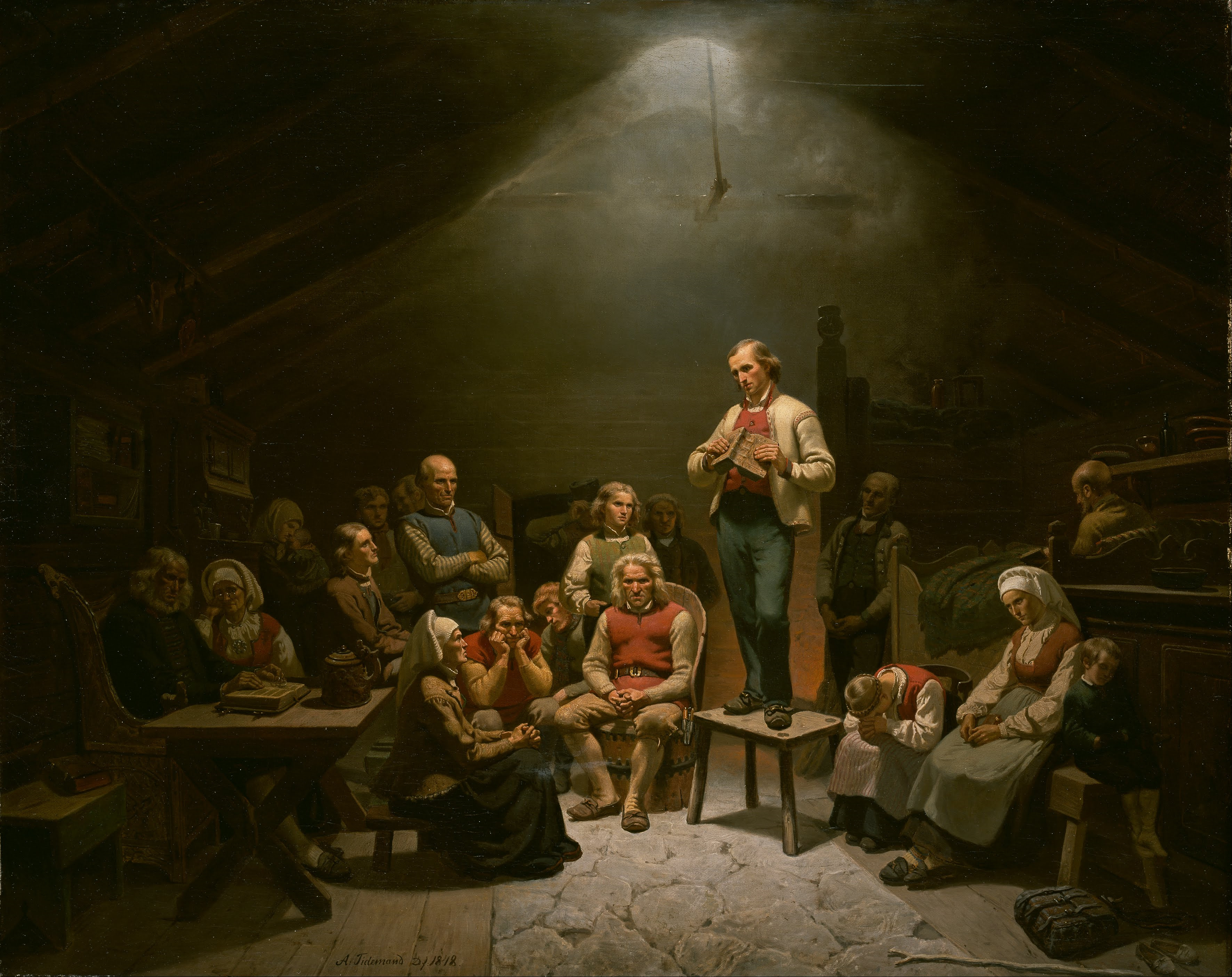
Die Haugianer (Haugianerne), 1848, Zweitfassung, Nationalmuseum Oslo

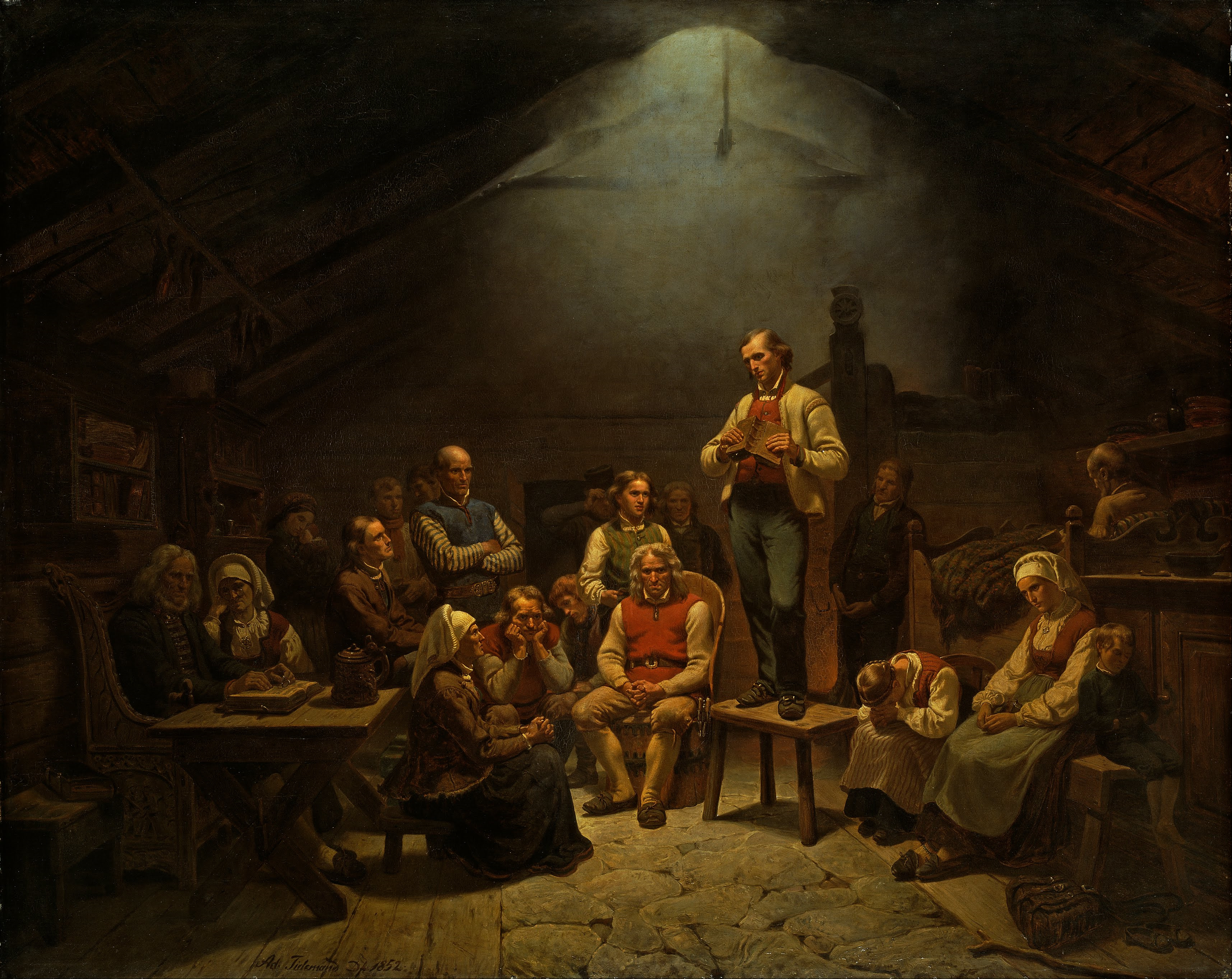
Die Haugianer (Haugianerne), 1852, Drittfassung mit Untermalungen von Bengt Nordenberg, Nationalmuseum Oslo, seit 2010 als Dauerleihgabe im Nordnorsk Kunstmuseum Tromsø

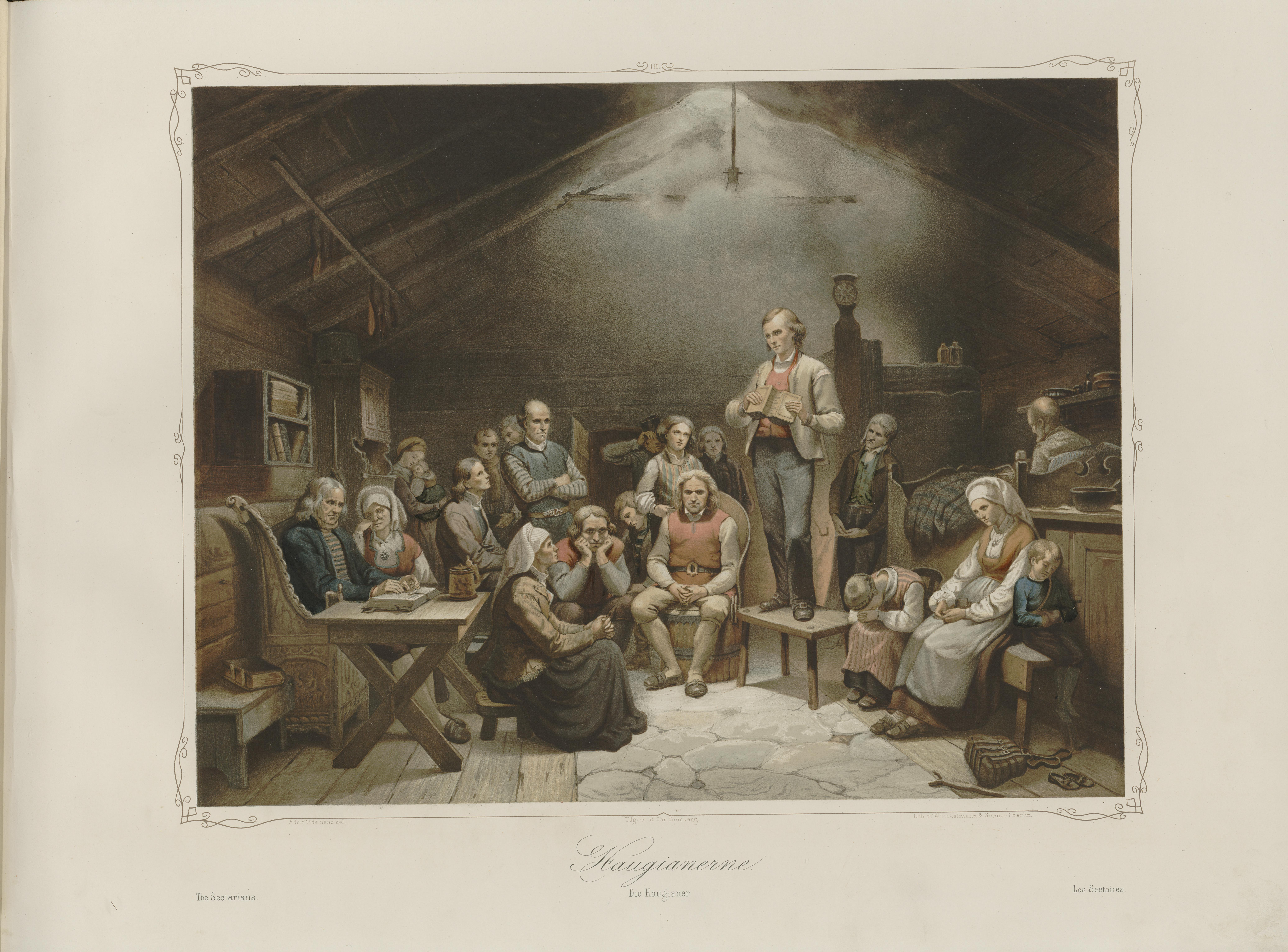
Haugianerne, Illustration in dem Buch Norske Folkelivsbilleder von Christian Tønsberg, 1854, Norwegische Nationalbibliothek

Mit dem Gemälde gelang Tidemand der künstlerische Durchbruch. Am 8. März 1848, kurz nach Fertigstellung und Ausstellung des Bildes, schrieb der in Düsseldorf lebende norwegische Landschaftsmaler Hans Fredrik Gude, der noch im gleichen Jahr gemeinsam mit Tidemand das nationalromantische Werk Brautfahrt auf dem Hardangerfjord malte, an seine Verlobte Betsy Anker:

„Sie haben wohl davon gehört, welches Glück Tidemand hier unten hat; es herrscht die einstimmige Meinung, dass er den ersten Rang unter den Genremalern in Deutschland einnimmt; vor acht Tagen verkaufte er sein großes Bild ‚Die Haugianer‘, das ein unglaublich schönes Bild ist, für 1500 Thaler hier an die Galerie; es wird nun in Kupfer gestochen; wir können stolz auf einen solchen Landsmann sein, und Tidemand wird es noch zu viel mehr bringen.“

Auch auf der Ausstellung der Berliner Akademie im gleichen Jahr war das Bild ein Erfolg. So schieb ein Kritiker im Cotta’schen Kunstblatt, dem Beiblatt zum Morgenblatt für gebildete Stände:

„Der Künstler, dessen Name uns seither unbekannt war, ist mit diesem Bilde, das zu den Glanzpunkten unsrer [der Berliner Kunst-] Ausstellung gehört und sich eines nicht ermüdenden Beifalls erfreut, plötzlich in die Reihe der Meister unsrer Zeit eingetreten – möge er die Kraft besitzen, diese Stelle zu behaupten und seine Meisterschaft immer fester und sicherer zu gründen!“

Insgesamt entstanden vier Fassungen des Gemäldes. Die erste Fassung, die als einzige für den freien Kunstmarkt geschaffen worden war und in Ausführung sowie Ausdruck als das überzeugendste Gemälde gilt, wurde 1848 durch den Verein zur Errichtung einer Gemäldegalerie zu Düsseldorf und den Kunstverein für die Rheinlande und Westfalen für den Kaufpreis von 1550 Taler erworben und gehört heute zur Sammlung des Museums Kunstpalast. 1851 wurde sie in der Great Exhibition im Crystal Palace gezeigt, der ersten Weltausstellung in London, 1855 auf der Exposition universelle in Paris. In Paris wurde das Gemälde gemeinsam mit dem Bild Brautfahrt auf dem Hardangerfjord ausgestellt. Dort erregten die Szenen aus dem Volksleben große Aufmerksamkeit und brachten Tidemand eine Medaille erster Klasse sowie die Auszeichnung einer Aufnahme in die Ehrenlegion ein.
Eine zweite Fassung, die ebenfalls 1848, jedoch als Auftragsarbeit für einen Privatmann in verkleinertem Format (98,5 × 122,5 cm) entstanden war, kam 2001 durch eine Erbschaft in das Nationalmuseum Oslo, das bereits seit 1852 als dritte Fassung eine Reprise des Gemäldes (147 × 183 cm) besaß. Diese dritte Version von 1852 enthält Untermalungen von Bengt Nordenberg, weil Tidemand zu diesem Zeitpunkt gesundheitliche Probleme hatte. Die Fassung von 1852, die 2001 ins Depot gebracht worden war, wurde 2010 dem Nordnorsk Kunstmuseum in Tromsø als Dauerleihgabe zur Verfügung gestellt. Eine vierte Fassung schuf Tidemands 1865, nachdem er 1861 bei einer Besichtigung der 1852er-Version festgestellt hatte, dass deren gesamte Bildfläche von feinen Rissen überzogen war. Das Nationalmuseum ließ die 1852er-Version nach Düsseldorf bringen, wo Tidemand sie restaurierte, ehe sie auf der Weltausstellung London 1862 ausgestellt wurde. Die vierte Fassung, eine Verkleinerung der 1852er-Version, wurde zunächst auf einer Ausstellung in Dublin gezeigt und befindet sich heute im Stadtmuseum von Mandal, dem Geburtsort Tidemands. 1854 erschienen kolorierte Reproduktionen des Gemäldes in der von Christian Tønsberg herausgegebenen Veröffentlichung Norske Folkelivsbilleder.
1848 lobte der Düsseldorfer Akademie-Professor Rudolf Wiegmann im Correspondenz-Blatt des Kunstvereins für die Rheinlande und Westfalen, dass „der Ausdruck der Köpfe und die Charakteristik des Einzelnen wie des Ganzen (…) von der ergreifendsten Wahrheit [sind].“ 1856 schrieb er über Tidemands Œuvre:

„Mit bewundernswürdiger Treue und Liebe weiß er den Typus des norwegischen Bauern zu schildern, in alle Einzelheiten seines Lebens und seiner Beschäftigung mit der größten Vertrautheit einzugehen. Das Charakteristische eines Volkes, wie der einzelnen Individuen desselben ist kaum lebendiger zu empfinden und wahrer darzustellen, wie es jedes der Bilder dieses Künstlers zeigt, in Leid und Lust und in jeder Situation des Lebens.“

1902 hob der Düsseldorfer Malerchronist Friedrich Schaarschmidt den „religiösen und ethnographischen Charakter“ der Kunst Tidemands hervor und bemerkte:

„Der Ausdruck des Sprechers und der Zuhörenden ist vortrefflich in seiner gehaltenen Ruhe, nirgends hat man das Gefühl der Pose oder des Modells, da wie absichtlich alle originell scheinenden Stellungen vermieden sind.“

Die Kopie, die 1852 für die norwegische Nationalgalerie in Christiania hergestellt worden war, erlangte ebenfalls eine kunsthistorische Bedeutung. Nach Einschätzung des norwegischen Kunsthistorikers Magne Malmanger half sie dem relativ „untrainierten“ norwegischen Betrachter des 19. Jahrhunderts durch ein Bild aus der alltäglichen Erfahrung einen Zugang zur Kunst zu finden.

## Die Fanatikerals Gegenbild

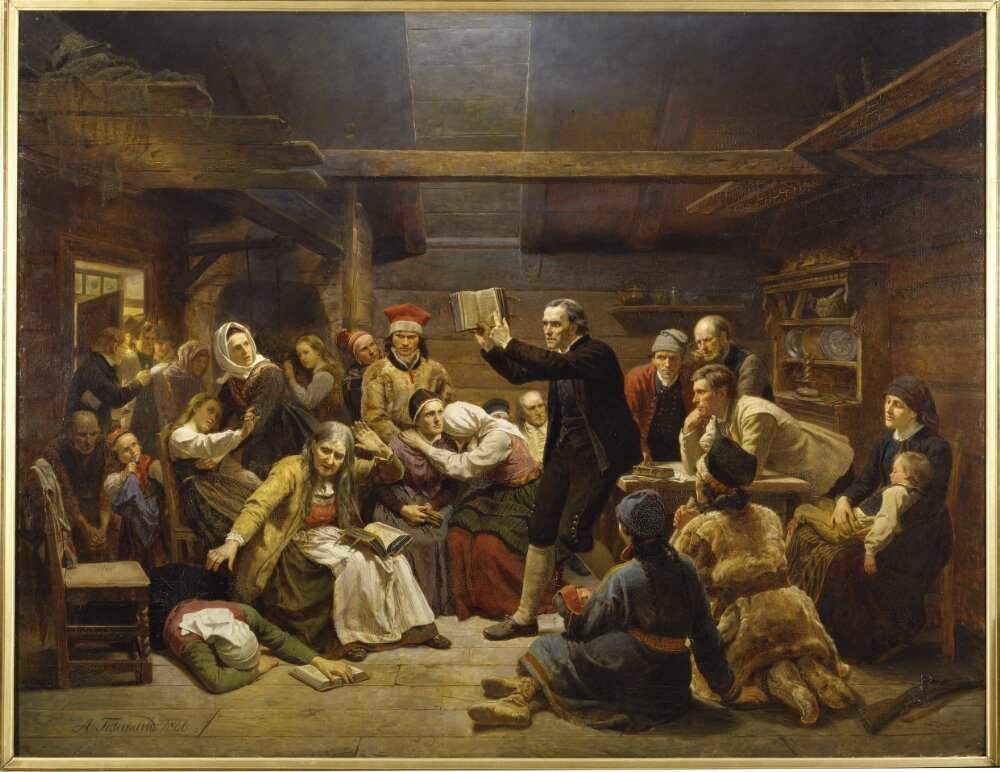
Die Fanatiker (Fanatikerna), 1866, Schwedisches Nationalmuseum

Nachdem Tidemands die vierte Haugianer-Fassung fertiggestellt hatte, erhielt er 1866 einen Auftrag des Göteborger Großhändlers Dahlgren, der sich „ein Sujet wie die Haugianer“ wünschte. Möglicherweise angeregt durch das 1866 entstandene Gemälde Bibelausleger stört Festfreude von Bengt Nordenberg nahm Tidemand diesen Wunsch zum Anlass, unter dem Titel Die Fanatiker (norwegisch Fanatikerne, schwedisch Fanatikerna) ein Gegenbild zu entwerfen, das von einer kritischen Sicht auf das Laienpredigertum geprägt ist, indem er einen extremistischen, drohenden Prediger sowie von Furcht und religiösem Fanatismus ergriffene Bauern in samischer Tracht zeigt, darunter auch eine in Ekstase oder Ohnmacht gefallene Bäuerin auf dem Boden. Damit nahm Tidemand Bezug auf den Laestadianismus, der sich in den 1860er Jahren vor allem in Nordfinnland und Nordnorwegen ausbreitete. In ihren Versammlungen bekannten die Laestadianer ihre Sünden, und allein die Gemeinde der Gläubigen hatte das Recht, Vergebung auszusprechen. Den Prediger stellte Tidemand auch hier in die Bildmitte, verzichtete aber darauf, ihn durch eine besondere Lichtführung zu überhöhen. Um auch in diesem Bild eine volkskundlich korrekte Ausführung zu erreichen, bat er seinen Bruder Emil, ihm authentische finnische Kostüme nach Düsseldorf zu schicken.